# Baia Mare
Baia Mare (njemački: Frauenbach, latinski: Rivulus Dominarum, mađarski: Nagybánya) je grad u sjeverozapadnoj Rumunjskoj, glavni grad županije Maramureş.

## Zemljopis
Grad je udaljen 600 km od Bukurešta glavnog grada Rumunjske, 70 km od granice s Mađarskom i 50 km od granice s Ukrajinom.
Grad je smješten u dolini okruženoj sa svih strana brdima i planinama, koja čini klimu u gradu blažom od ostatka regije. Dokaz za to je da periferiji Baia Mare se mogu pronaći kestenjasta stabala koja obično trebaju mediteransku klimu za rasti. Međutim temperatura se po zimi može spustiti i na -20 °C. Ljeta su blaga, hladnija, nego u ostatku zemlje. Količina oborina je prilično velika zbog planina na sjeveru i istoku, koji ne dopuštaju zračnim masama da prođu izvan granica doline, prosječna količina oborina može biti gotovo 1000 mm /god. Baia Mare je najveći grad sjeverne Rumunjski (Santu Mare, Suceava Botoşani), sa 137.921 stanovnikom. Također ima visoku razinu kulture i obrazovanja, kao dom mnogih kazališta, škola, muzeja i umjetničkih galerija. Nedaleko od grada nalazi se nekoliko vrlo važnih prirodnih rezervata, među kojima: Creasta Cocoşului, Cheile Tătărului, Lacul Albastru itd. Zbog svojeg dobrog geografskog položaja u istočnoj karpatskim planinama smatra se jednm od najatraktivnijih gradova u Rumunjskoj.

## Povijest
Gradski prostor na rijeci Sasar zbog toplog mediteranskog podneblja olakšanih životnih uvjeta bio je naseljen još od paleolitika. Tijekom brončanog doba regiju naseljavaju tračka plemena. Poslije, Baia Mare je bio uključen u Daciju kraljevstvo koje je utemeljio kralj Burebista kada je započeto s rudarskim istraživanjima, a otkriveno je zlato i srebro.
Baia Mare se prvi put spominje u pisanim dokumentima Karla I. Roberta iz 1329. pod imenom Rivulus Dominarum.
Kasnije 1347. grad se spominje u dokumentima Ludovik I. Anžuvinaca kao važni srednjovjekovni gradić s rascvjetanom rudarskom industrijom, s pravilima organizacije karakterističnima za slobodne gradove u to vrijeme.
Godine 1411. grada i njegove okolice, uključujući rudnike, preneseni su u vlasništvo obitelji Hunyadi od Žigmunda Luksemburškog koji priznaje Ivanu Hunyadiju doprinos u zaustavljanju Osmanskog Carstva u invaziji na zapadnu Europu. Tako je grad ušao u razdoblje prosperiteta, kada je sagrađena katedrala Stjepana I. Svetog. Danas je katedralna kula jedna od najpoznatijih znamenitosti grada.
Prvu školu pod nazivom Scoala Rivulina otvorila je Reformirana crkva u Baia Maru 1547. godine.
Godine 1919. Baia Mare postao je dio Rumunjske.

## Stanovništvo
Po popisu stanovništva iz 2002. godine grad ima 137.921 stanovnika, dok je prosječna gustoća naseljenosti 641 stan/km²
- Rumunji: (79,81%)
- Mađari: (14,84%)
- Romi: (0,51%)
- Nijemci:(0,36%)
- Ukrajinci: (0,25%)
- Židovi: (0,10%)

## Gradovi prijatelji
- Serino, Italija, od 2003.
- Nyíregyháza, Mađarska, od 2003. (partnerski grad)
- Vašarelj, Mađarska, od 2001.
- Bielsko-Biała, Poland, od 2001.
- Hollywood, Florida, SAD,od 2001.
- Wels, Austrija, od 2000.
- Ivano-Frankivsk, Ukrajina, od 1990.
- Szolnok, Mađarska, od 1990.
- Kitwe, Zambija, od 1972.

## Vanjske poveznice
- Službena stranica grada
- Službena stranica županije Maramureş

### Ostali projekti
|  | Zajednički poslužitelj ima još gradiva o temi Baia Mare |